# Vieille Catalogne

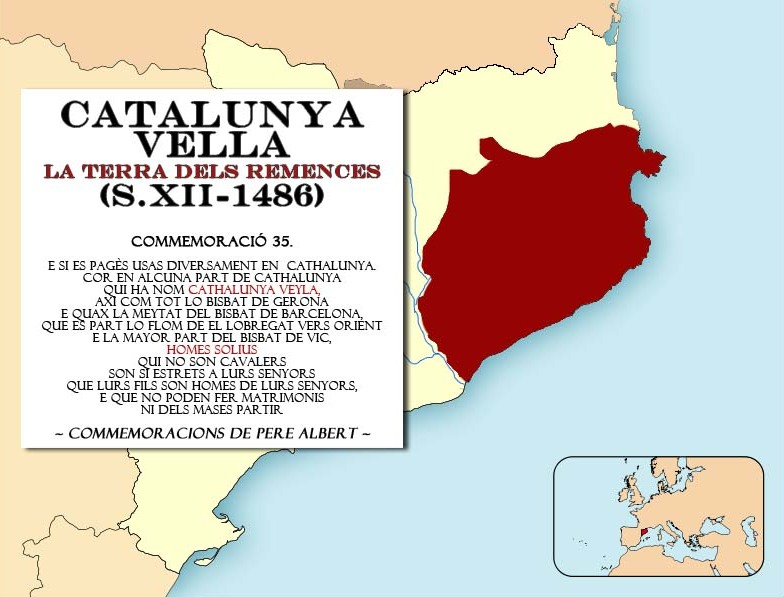
Carte de la Vieille Catalogne du XIIe siècle au XVe siècle.

La Vieille Catalogne correspond aux territoires du diocèse de Gérone, de la moitié orientale du diocèse de Vic et de l’archidiocèse de Barcelone situés à l’est du Llobregat, c’est-à-dire les territoires contrôlés par le comte de Barcelone aux IXe et Xe siècles à l’exception du comté de Roussillon et la Cerdagne. 
Il s’agit à l’origine d’un terme juridique forgé au XIIIe siècle, qui s’oppose à la Nouvelle Catalogne.
Le terme est parfois utilisé de façon approximative pour désigner l’ensemble des territoires de la Marche hispanique aux IXe et Xe siècles.